# Fredrik Nordback
Fredrik Nordback, född 20 mars 1979 i Hangö, är en finlandssvensk före detta fotbollsspelare med landslagsmeriter.

## Klubbkarriär
1995 flyttade Fredrik Nordback från finländska Hangö IK till Örebro SK där han två år senare (1997) debuterade i A-laget som mittfältare. Fredrik Nordback växte därefter successivt in Örebro SK och var länge given i A-laget. Nordback har över 130 allsvenska matcher och över 50 superettan-matcher för Örebro. Nordback har inte bara spelat i Örebro SK:s A-lag, han har även ett antal landskamper för de finska A- och U21-landslagen på meritlistan. Nordback är 182 cm lång och väger 79 kg (2007).
När Örebro SK degraderades av fotbollsförbundet på grund av den dåliga ekonomin fick Nordback ett erbjudande från den då avgångne ÖSK-tränaren Stefan Lundin att följa med honom till BK Häcken (Göteborg) men Nordback tackade nej till erbjudandet att få spela allsvenskt och följde således med ÖSK ner i superettan. För detta och för sitt uppoffrande spel åtnjuter Fredrik Nordback ett stort förtroendekapital hos fansen.
Fredrik Nordback fick inför Örebro SK:s 100-årsjubileum 2008 äran att bära ÖSK:s matchdress med tröjnumret 100. Nordback blev även vald till en av lagets tre lagkaptener fotbollssäsongen 2008.
Den 18 oktober 2011 meddelade Nordback att han lägger av med fotbollen.
Fredrik Nordbacks favoritlag är AS Roma.